# 日本クリケットリーグ
日本クリケットリーグ（にほんクリケットリーグ）は、日本クリケット協会が主催するクリケットのリーグ戦である。

## 歴史
2006年に日本ワンデイクリケット選手権（J1C）として開始。
2009年に日本クリケットリーグへ改称。

## 概要
40オーバー制で行われるクリケットの大会。開催当初は1部のみの構成だったが、2008年から2部が、2018年から3部が組成され、2018年現在は1部から3部に分かれ、各部の上位4チームは決勝トーナメントに進み、リーグ優勝を争う。上位ディビジョンの下位チームと下位ディビジョンの上位チームは昇格・降格決定戦を行い、ディビジョン間のチームの入れ替えが生じる。大会に参加するためには、地域コミュニティとの繋がりや、ジュニア普及プログラムの実施など、クリケットの普及にも貢献するチームであることが参加条件として定められている。
試合は栃木県佐野市渡良瀬川緑地、静岡県富士市富士川緑地公園で開催される。

## 所属チーム（2018年）

### 1部
- タイガースクリケットクラブ
- ワイヴァーンズクリケットクラブ
- 佐野クリケットクラブ
- 千葉シャークスクリケットクラブ
- アルファクオシャーズクリケットクラブ
- 東京ウォンバッツクリケットクラブ
- マックスクリケットクラブ
- メンインブルークリケットクラブ
- 東京ファルコンズクリケットクラブ
- ライジングスタークリケットクラブ

### 2部
- タイガースクリケットクラブ2nd
- ワイヴァーンズクリケットクラブ2nd
- 千葉シャークスクリケットクラブ2nd
- パディフォーリーズクリケットクラブ
- アルファクオシャーズクリケットクラブ2nd
- メンインブルークリケットクラブ2nd
- 東京ファルコンズクリケットクラブ2nd
- 東京レンジャースクリケットクラブ
- 慶應義塾大学

### 3部
- タイガースクリケットクラブ3rd
- 富士ファーイーストクリケットクラブ
- メンインブルークリケットクラブ3rd
- 東京ファルコンズクリケットクラブ3rd
- アドレクリケットクラブ
- アルファクオシャーズクリケットクラブ 3rd
- 慶應義塾大学2nd
- ライジングスタークリケットクラブ2nd
- 東京レンジャースクリケットクラブ2nd

## 歴代優勝チーム[3]

### 1部
- 2006年 東京ウォンバッツ
- 2007年 東京ウォンバッツ
- 2008年 東京ウォンバッツ
- 2009年 東京ウォンバッツ
- 2010年 千葉シャークス
- 2011年 佐野CC
- 2012年 佐野CC
- 2013年 佐野CC
- 2014年 パディフォーリーズ
- 2015年 MAXCC
- 2016年 MAXCC
- 2017年 佐野CC
- 2018年 MAX
- 2019年 千葉シャークス
- 2020年 タイガース
- 2021年 千葉シャークス
- 2022年 タイガース

### 2部
- 2008年 東京プレデターズ
- 2009年 パディフォーリーズ
- 2010年 アドレクリケットクラブ
- 2011年 富士ファーイーストクリケットクラブ
- 2012年 パディフォーリーズクリケットクラブ
- 2013年 マックスクリケットクラブ
- 2014年 ワイヴァーンズクリケットクラブ
- 2015年 タイガースクリケットクラブ
- 2016年 タイガースクリケットクラブ
- 2017年 佐野クリケットクラブ
- 2018年 東京ファルコンズ
- 2019年 佐野クリケットクラブ
- 2020年 タイガース
- 2021年 メン・イン・ブルー東京
- 2022年 東京ファルコンズ